# Era del Comú
Era del Comú, o Era del Cumó, és un indret del terme municipal de Conca de Dalt, a l'antic terme d'Hortoneda de la Conca, al Pallars Jussà, situat en territori de l'antiga caseria de Segan.
Es tracta d'un lloc que devia servir d'era de batre comú els cereals collits a la zona de Segan, activitat que li donà el nom. Està situada a la carena del Serrat de l'Era del Cumó, que separa les valls de la llau de Segan (nord) i del riu de Carreu (sud), a llevant de la Cogulla, i al sud del Serrat de les Boixegueres.